# INR48
INR48は、愛知県豊川市の観光マスコットキャラクター いなりんの歌（RAP THE いなりん）を歌う CODE-Gのバックダンサーである。

## 概要
執筆時点においては、いなりんの公式ダンサーでは無い。
元々、いなりんの歌を歌うCODE-Gが、いなりんの歌である「RAP THE いなりん」のプロモーションビデオ制作する際に、豊川市内にあるダンススクール T・C Sproutに呼びかけ結成された50人程のダンスユニットである。INR48は、2011年7月24日のいなり楽市にてデビューをはたした。

## 名前の由来
もともとは「いなりんダンサーズ」と呼ばれていたが、50人近いメンバーがいたことと、INaRinの3文字をから、プロモーションビデオ撮影時にADを務めた女性がINR48と名付けた。その後、正式にINR48を名乗る様になった。

## 特徴
名前からAKB48やSKE48を想像するが、あくまでもダンサーであり、男性も混ざる。年齢が若いものの、ダンスは力強く見たものを魅了する。代表曲である「RAP THE いなりん」では、副サビで声を出したりしており、コーラス的な位置付けを担ったりもしている。
- 通称　いなりんダンサーズ
- 所属　T・C Sprout
- 構成　小学生・中学生の女性が主体だが、男性および、多少年上の女性等も混じる
- 代表曲　RAP THE いなりん（CODE-G）